# ماكس هول
ماكس هول (بالإنجليزية: Max Hole)‏ هو منتج أسطوانات وملحن وكبير الإداريين التنفيذيين أسترالي، ولد في 26 مارس 1951 في ملبورن في أستراليا.